# Camptoscaphiella gunsa
Espèce
Camptoscaphiella gunsa est une espèce d'araignées aranéomorphes de la famille des Oonopidae.

## Distribution
Cette espèce se rencontre au Népal et en Inde en Himachal Pradesh. Elle se rencontre entre 1 950 et 3 400 m d'altitude.

## Description
La femelle holotype mesure 2,82 mm.

## Étymologie
Son nom d'espèce lui a été donné en référence au lieu de sa découverte, Gunsa.

## Publication originale
- Baehr & Ubick, 2010 : A review of the Asian goblin spider genus Camptoscaphiella (Araneae, Oonopidae). American Museum novitates, no 3697, p. 1-65 (texte intégral).